# Parekura Horomia
Parekura Horomia, né le 9 novembre 1950 à Tolaga Bay et mort le 29 avril 2013 dans la même ville, est un homme politique néo-zélandais maori, membre du Parti travailliste néo-zélandais.

## Biographie
Descendant des iwi Ngāi Tahu, Ngāti Porou, Te Aitanga Hauiti et Ngāti Kahungunu, il travaille d'abord comme ouvrier, puis est employé dans une imprimerie,. Il assume progressivement des responsabilités dans la communauté maorie de la région de Gisborne. 

### Politique
Aux élections de 1999, il se présente pour le Parti travailliste dans la circonscription d'Ikaroa-Rāwhiti et remporte le siège face à Derek Fox. Il est nommé ministre associé pour les Affaires maories, ministre associé pour le Développement économique, ministre associé pour l'Emploi et ministre associé pour l'Éducation. En 2000, il obtient le portefeuille des Affaires maories, après que le précédent titulaire, Dover Samuels, a été obligé de démissionner en raison d'une enquête criminelle. Bien que Samuels soit blanchi par l'enquête, Horomia conserve le poste jusqu'en 2008, lorsque le Parti travailliste perd les élections. Horomia est cependant réélu sans interruption jusqu'à sa mort.
Comme ministre des Affaires maories, il se distingue en fondant deux stations de télévision et plusieurs stations de radio maories.